# 鄭克𡒉

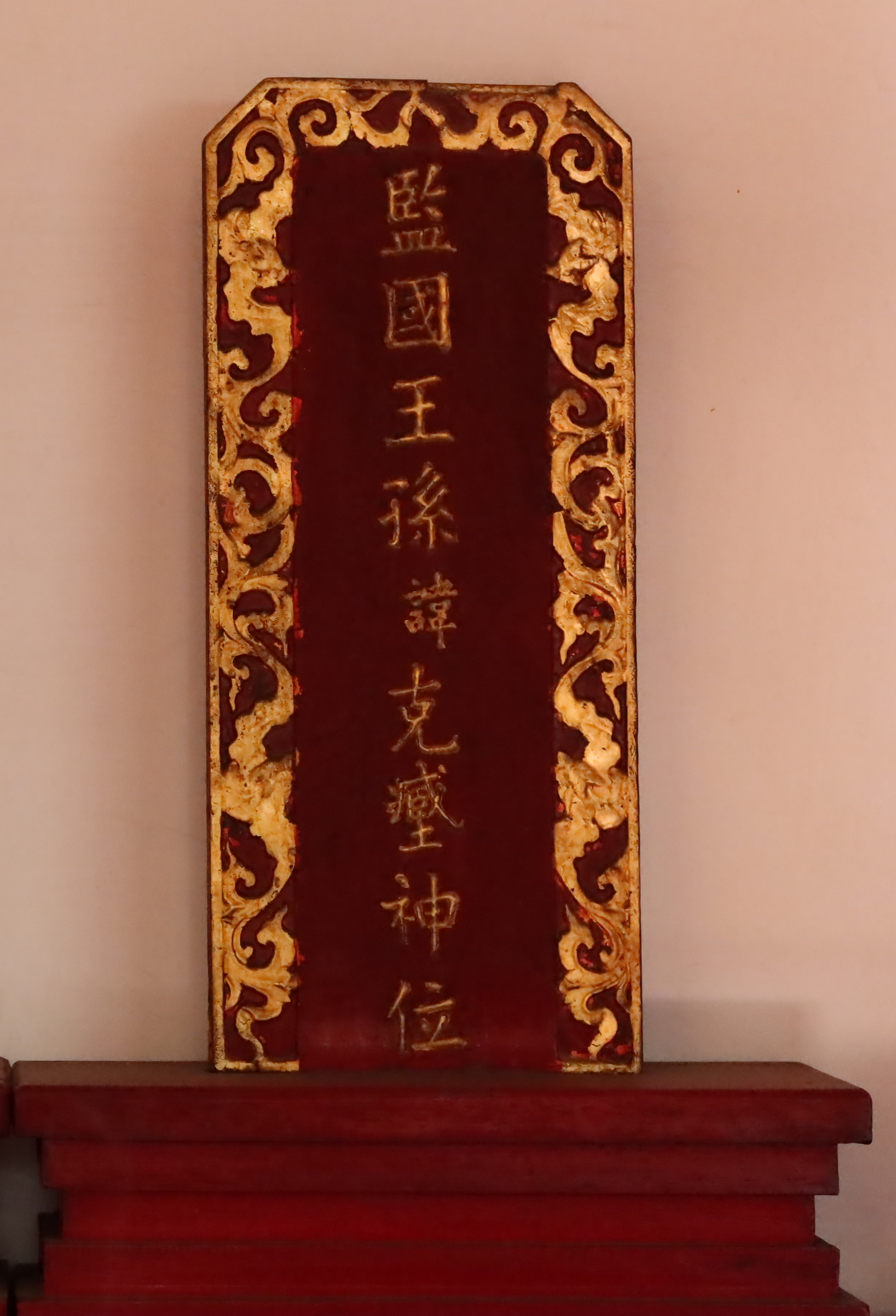
延平郡王祠鄭克𡒉神位

鄭克𡒉（1662年—1681年3月19日），是明鄭延平王鄭經之庶長子。幼名欽，人稱「欽舍」。
其母陳昭娘，原為鄭經五弟鄭智之乳母，後與鄭經私通，為其所納作妾室，並於永曆十六年（1662年）懷孕生克𡒉。
由於唐王妃死前並沒有為鄭經產下後嗣，鄭克臧因而成為元子。永历三十三年（1679年），被冊立為世子，並兼任監國約兩年。
永曆三十五年正月廿八（1681年3月17日），鄭經病逝後不及三日，馮錫範为拥立自己的女婿郑克塽为延平王，藉口监国鄭克𡒉不是郑经亲生子，聯合刘国轩發動「東寧之變」殺害克𡒉。

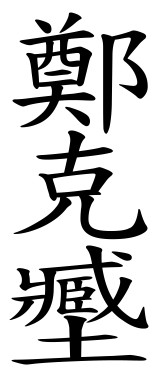
鄭克𡒉名字的正確寫法（注意：「臧」字下面有「土」）

## 生平
史書記載，其父鄭經少時即頗好色，特別喜愛徐娘半老的中年妇女，幾乎與胞弟的每一名乳母均有私通；鄭成功征臺前，留守思明州（廈門）的鄭經納其中一人陳昭娘為妾並倍加寵愛。鄭成功得知後，本令陳氏自行跳海了斷，但鄭經以其駐地權勢包庇陳氏長達三年之久，駐廈軍懾於世子權勢無人敢通知在臺灣的鄭成功。陳氏更恃寵而驕，霸凌本已長期不受寵的鄭經原配唐妃，滿腹冤屈的唐妃唯有向於明鄭朝廷位居要職的祖父唐顯悅求助。
永曆十六年（1662年）三月，陳氏生下鄭克𡒉，鄭經於是向父報稱為側室所出、隱瞞陳氏身份，一時鄭成功大喜過望，滿朝文武皆賀。不甘孫女受辱的唐顯悅此時即發難上奏，向鄭成功舉報揭破鄭經謊言，遂於臺灣醞釀成醜聞。
鄭成功得知被世子欺騙後，勃然大怒，下令主管廈門的堂兄鄭泰全數處死董妃、鄭經、陳昭娘與鄭克𡒉等人。鄭泰固不認同堂侄不倫之舉，但亦無法接受堂弟滅絕血脈族親的命令以及肅清宗族必然引致軍心動搖的後果，起初與奉命渡海來廈的都司黃毓談判，打算僅將陳昭娘、鄭克𡒉母子首級送回臺灣交差了事，再動員宗親為董妃、鄭經母子求情。鄭成功得知鄭泰意見後更為憤怒，立即解下佩劍令黃毓回廈斬殺四人。鄭泰無法下手，唯有叫黃毓親自找鄭經行刑，但暗中提前通報鄭經。黃毓剛見到鄭經，就被其隨從包圍拘捕。
此時在臺灣犯罪的參軍蔡鳴雷投奔廈門，並警告說鄭成功已令周全斌率軍至廈門執行命令，不願殺害宗親的鄭泰唯有按洪旭建議毅然以堂兄身份抗命，並令水師於大膽島海域嚴陣以待。周全斌剛接近廈門，即被鄭經按照黃廷建議圍困繳械和拘捕，並令黃昌收編其部隊。鄭成功聽聞廈門抗命之事大怒，再令洪有鼎渡海執行命令。惟洪航至東山島時，眼見水師守備森嚴，再聽聞周全斌被捕的消息，即不敢再前而打道回臺。被捕的駐臺將領其後更幾乎遭鄭泰以謀害宗室罪名處斬，僅得董妃為顧全大局、不計前嫌力保方得保命。此舉被駐臺鄭軍視為公然抗命，令其與駐廈軍之間開始出現嫌隙，成為日後繼位政爭的導火線。
永曆十六年（1662年）五月初八，鄭成功過世，鄭成功弟鄭襲為其治喪，鄭襲部下黃昭、蕭拱宸、蔡雲、李應清、曹從龍、張驥等人密謀以「世子亂倫，情急於勢，黨眾拒父。」為理由擁立鄭襲為「東都主」。鄭經起兵攻取臺灣，軟禁鄭襲，蔡雲賜死，餘黨皆棄市，是為鄭經克臺。
永曆二十八年（1674年）三藩之亂，鄭經趁機西征中國大陸，命令陳永華為東寧總制，留守東寧主持內政與後勤。
永曆三十三年（1679年）四月陳永華上奏表示：「元子年登十六，聰明特達，宜循『君行則守』之典，請元子克𡒉監國」。鄭經允許，遣禮官鄭斌齎諭抵東寧，立鄭克𡒉為世子、監國，並刻「監國世孫」的璽章，讓鄭克𡒉批閱國家公文。克𡒉為人剛毅果決，頗有鄭成功的風範。加上他是陳永華的女婿，所裁決的事務受到陳永華教導，在執法上一秉至公，即便是鄭氏宗室犯錯也會究責。
永曆三十四年（1680年），鄭經撤返東寧，政事仍繼續委由鄭克𡒉處理，偶取其批閱公文，稍微瀏覽。永历三十五年正月二十八日（1681年3月17日），鄭經病逝。病危時，授長子鄭克𡒉監國劍印，並托孤於劉國軒及馮錫範等人：「此子幹才，頗有希望，君輔之！吾死，九泉亦瞑目也！」然而，鄭聰與馮錫範等宗親與大臣不願由世子鄭克𡒉繼承統治東寧，打算擁立其弟鄭克塽（同時也是馮錫範的女婿）。由於當年鄭克𡒉出世時，有人傳言其母假裝懷孕，將某個李氏屠夫的兒子抱來養育。但是鄭經親眼目睹鄭克𡒉出生，因此並不相信這種說法。馮錫範等人便誣賴鄭克𡒉是螟蛉子，而非王室骨肉。三十日（1681年3月19日），冯锡范与郑聪、鄭明、鄭智、郑柔說服鄭成功正室董太妃在北園別館（今臺南開元寺）廢掉鄭克𡒉的監國之位。同日，郑聪等人將郑克𡒉杀死（另一說為被迫自縊），是為「東寧之變」，而這場宮廷政變距鄭經死亡僅兩天。
鄭克𡒉遇害時，其正室陳妃已懷有身孕，於絕食數日後，投繯殉死。今台南市延平郡王祠有「夫死婦亦死　君亡明乃亡」之聯即追憶鄭克𡒉夫妻。
鄭克𡒉棄屍於河岸數日後，士民撈起、在附近以「沙淘」為名覆土葬拜，故廟稱沙淘宮。

## 评价
部分史籍称鄭克𡒉刚毅勇断，有乃祖风，时人称之为东宁贤主，台南市延平郡王祠有“夫死妇亦死，君亡明乃亡”之联即指鄭克𡒉夫妻。清人陈谟在台南监国祠题联评价鄭克𡒉：“惟君克振祖风，乃使骨肉情中，生许多媒孽。”